# NGC 298
NGC 298 (również PGC 3250) – galaktyka spiralna (Sc), znajdująca się w gwiazdozbiorze Wieloryba. Odkrył ją Albert Marth 27 września 1864 roku.
W galaktyce tej zaobserwowano do tej pory jedną supernową – SN 1986K.